# Conde de Santa Eulália (D. Manuel II)
Conde de Santa Eulália é um título nobiliárquico criado por D. Manuel II de Portugal, por Decreto de 3 de Setembro de 1908, em favor de Aleixo de Queirós Ribeiro de Sotomaior de Almeida e Vasconcelos.
Titulares
1. Aleixo de Queirós Ribeiro de Sotomaior de Almeida e Vasconcelos, 1.º Conde de Santa Eulália.